# Aeroportul Internațional John C. Munro Hamilton
Aeroportul Internațional John C. Munro Hamilton (IATA: YHM, ICAO: CYHM) este un aeroport din Ontario, Canada ce deservește zona Hamilton. Aeroportul a fost tranzitat în 2021 de 250.019 pasageri. A fost deschis în 1940 și numit după John Munro⁠(d).
Situat la o altitudine de 238 m, aeroportul dispune de o singură pistă.